# Cecil Chubb
Sir Cecil Herbert Edward Chubb, 1er baronnet, né le 14 avril 1876 à Shrewton et mort le 22 septembre 1934 à Bournemouth, est un homme d'affaires britannique, connu pour avoir été le dernier propriétaire privé de Stonehenge avant d'en faire don au gouvernement britannique en 1918.

## Jeunesse
Cecil, fils aîné d'Alfred et Mary Chubb, est né à Shrewton, un village situé à 6,4 km à l'ouest de Stonehenge. Son père, « Fred », était le sellier harnacheur du village, comme son père avant lui. Cecil a fréquenté l'école locale, puis la Bishop Wordsworth's School (en) à Salisbury, où, à partir de 14 ans, il travaille pendant un certain temps comme student teacher (en)[Traduire passage].
Il rencontre sa future épouse, Mary Finch, lors d'un match de cricket entre son école et l'asile de Fisherton House. Il a ensuite étudié au Christ's College de Cambridge où il a obtenu une double mention en sciences et en droit, puis un Master of Arts et un Bachelor of Laws.

## Carrière
Chubb fait fortune en devenant avocat.
Il se marie en 1902. L'oncle de sa femme, Dr W. Corbin Finch, possédait Fisherton House, qui était un asile psychiatrique (en) (l'Old Manor Hospital (en), aujourd'hui Fountain Way (en) ). En 1910, cinq ans après la mort de son oncle, Mary Finch hérite de l'entreprise et des locaux. Du fait de difficultés financières, une société est créée pour gérer l'hôpital en 1924 et Sir Cecil en devient le président. Sous sa direction, cet hôpital est devenu le plus grand hôpital psychiatrique privé d'Europe.
Il a également siégé au conseil municipal de Salisbury, a servi comme juge de paix, est devenu propriétaire de chevaux de course et éleveur de Shorthorn.

## Achat de Stonehenge
Stonehenge est l'un des lots mis aux enchères en 1915 par Sir Cosmo Gordon Antrobus, peu de temps après avoir hérité du domaine de son frère[réf. nécessaire]. Cecil Chubb assiste à la vente, prend part aux enchères sur un coup de tête et achète le lot no 15 pour 6 600 £ (environ 563 000 £ aujourd'hui). Il voit Stonehendge comme un somptueux cadeau pour l'anniversaire de sa femme. Mary Chubb n'a cependant pas été satisfaite de cet achat, d'une part pour le prix, et d'autre part parce qu'elle avait indiqué vouloir un autre lot de cette vente aux enchères, constitué d'un ensemble rideaux. Heather Sebire, conservatrice de Stonehendge, affirme que cet achat s'est également fait par amour de la région et ainsi pour garantir que le monument reste entre les mains d'une personne locale.
Il cède Stonehenge à la nation britannique le 26 octobre 1918. L'acte de don comprenait les conditions suivantes :
« First that the public shall have free access to the premises hereby conveyed and every part thereof on the payment of such reasonable sum per head not exceeding one shilling for each visit and subject to such conditions as the Commissioners of Works in the exercise and execution of their statutory powers and duties may from time to time impose Secondly that the premises shall so far as possible be maintained in their present condition Thirdly that no building or erection other than a pay box similar to the Pay Box now standing on the premises shall be erected on any part of the premises within four hundred yards of The Milestone marked "Amesbury 2" on the northern frontage of the premises and Fourthly that the Commissioners of Works will at all times save harmless and keep indemnified the Donors and each of them their and each of their estates and effects from and against all proceedings costs claims and expenses on account of any breach or non-observance of the covenants by the Donors to the like or similar effect contained in the Conveyance of the premises to the Donors. »
« Premièrement, le public aura libre accès aux locaux cédés par les présentes et à chaque partie de ceux-ci, moyennant le paiement d'une somme raisonnable par personne n'excédant pas un shilling pour chaque visite et sous réserve des conditions fixées par les commissaires aux travaux dans l'exercice et l'exécution de leur mandat que les pouvoirs et devoirs légaux peuvent de temps à autre imposer. Deuxièmement, que les locaux soient autant que possible maintenus dans leur état actuel. Troisièmement, qu'aucun bâtiment ou construction autre qu'une caisse de paiement similaire à celle qui se trouve actuellement dans les locaux ne soit érigé sur aucune partie des locaux à moins de quatre cents mètres du Milestone marqué « Amesbury 2 » sur la façade nord des locaux et Quatrièmement, les commissaires aux travaux tiendront constamment toute responsabilité des donateurs et tiendront indemnisés chacun d'entre eux et chacune de leurs successions et leurs effets dans le cadre de toute procédure, frais, réclamations et dépenses en raison de toute violation ou non-respect des engagements par les donateurs à un effet semblable ou similaire contenu dans la cession des locaux aux donateurs. »
Les habitants de la région ont toujours droit à l'entrée gratuite à Stonehenge en raison d'une ambiguïté concernant le droit de passage.
Il fut nommé baronnet en 1919 par David Lloyd George, pour marquer la générosité de son don. Les armes de Chubb comportent un trilithe représentant Stonehenge.

## Mort et postérité
Chubb est mort le 22 septembre 1934 d'une maladie cardiaque à Bournemouth, dans son domicile où il résidait depuis 1930. Il laisse derrière lui sa femme et ses deux enfants, John et Mary,.
À Shrewton, une plaque commémorative a été érigée à la fin des années 1980 sur la maison où il est né. Elle a été inaugurée par ses deux neveux.
On trouve également une plaque en son honneur à l'hôpital de Fountain Way (en), qu'il a contribué à développer en tant que président.